# كارل الأول دوق براونشفايغ-فولفنبوتل
كارل (بالألمانية: Karl I. von Braunschweig-Wolfenbüttel)‏ (الألمانية:Karl؛ 1 أغسطس 1713 - 26 مارس 1780)؛ كان دوق براونشفايغ لونيبورغ من خط بيفيرن، بحيث أصبح أمير فولفنبوتل منذ 1735 حتى وفاته 1780.

## السيرة الذاتية
كان كارل الابن البكر لـ فرديناند ألبريخت الثاني دوق براونشفايغ-فولفنبوتل وأنطوانيت آمالي من براونشفايغ-فولفنبوتل شقيقة الإمبراطورة إليزابيث كريستين والدة ماريا تيريزا.
حارب في عهد الأمير يوجين من سافوي ضد الدولة العثمانية قبل أن يرث والده إمارة براونشفايغ-فولفنبوتل في 1735، بعد ستة أشهر من حكم والده أصبح كارل أخيراً أمير فولفنبوتل في سبتمبر 1735، كان كارل مرتبط شخصياً بـ فريدرخ فيلهلم الأول ملك بروسيا، وكان تعبير عن هذه الصداقة في يونيو 1733 تزوج الأمير بروسيا الوراثي فريدرخ من شقيقته الدوقة إليزابيث كريستين وبعد بضعة أسابيع فقط في 2 يوليو أصبح كارل متزوجاً من ابنة حليفه وشقيقة فريدرخ فيليبينه شارلوته، مع بداية القرن الثامن عشر وبسبب زواج خالته من العائلة الإمبراطورية كان يوجد رابط وثيق بين العائلتين؛ لدى شرع في دخول في الخدمة الإمبراطورية العسكرية، ولكن بعد استلام السلطة قام بحل هذه علاقاته الوثيقة مع الإمبراطورية تدريجياً والتقرب لصالح بروسيا، وفي 1750 تخلى نهائياً عن قيادته لأحد أفواج الإمبراطورية العسكرية، وخلال حرب السنوات السبع (1756-1763) حارب مع بروسيا ضد الإمبراطورية وفرنسا، ولكن الحرب دفعت الدوقية إلى حافة الكارثة، ومع ذلك واصل كارل الأول الإصلاحات وكذلك السياسة الموالية للبروسيا.
وعلى الرغم من الغيرة الإصلاحية أو ربما بسببه لم يفهم كارل كيفية الحفاظ على الموارد المالية للإمارة مما ترتب عليه تسليم شؤون الدولة لابنه البكر كارل فيلهلم فرديناند في 1773، وتوفي في 26 مارس 1780، ودفن في كاتدرائية براونشفايغ.
قام كارل ببعض الإنجازات منها: في 1745 قام بتأسيس بكلية تعرف اليوم بـ "جامعة براونشفايغ التقنية"؛ وأيضا إنشاء تأمين الإجباري ضد الحرائق، وأيضا في 1753 انتقل من قلعة فولفنبوتل إلى قلعة براونشفايغ، وأيضا قام بإنشاء مصنع للحزف، وقام تعيين غوتهولد إفرايم ليسينغ في 1770 أميناً لمكتبة الدوق أوغست.

## الذرية
انجبت زوجته 13 ابناً له:-
- كارل الثاني فيلهلم فرديناند (1735-1802)؛ تزوج من قريبته أوغستا من بريطانيا العظمى؛ وهما والدا كارولين ملكة بريطانيا العظمى، كان قائداً ميدانياً مشهوراً، توفي بعد معركة يينا-أويرشتيد متأثراً بجروح قاتلة.
- غيورغ فرانتس (1736 - 1737).
- صوفي كارولينه ماري (1737 - 1817)؛ تزوجت من فدريدخ مارغراف براندنبورغ-بايرويت، ليس لديهم ذرية.
- كريستيان لودفيغ (1738 - 1742).
- آنا آماليا  (1739 - 1807)؛ تزوجت من إرنست أوغست الثاني دوق فايمار-إيزناخ، لهم ذرية، وهما جدا من الجيل الرابع لـ أوغستا أول إمبراطورة لألمانيا.
- فريدرخ أوغست (1740-1805)؛ حاكم أولش.
- ألبريخت هاينرخ (1742 - 1761).
- لودفيغ فريدرخ (1743 - 1744).
- فيلهلم أدولف (1745 - 1770)؛ لواء في الجيش البروسي.
- إليزابيث كريستين (1746-1840)؛ تزوجت من ابن عمتها وخالها الأمير الوراثي فريدرش فيلهلم من بروسيا، لديهم ابنة واحدة، طُلقت منه في 1869.
- فريديريكه فيلهلمينه (1748 - 1758).
- أوغسته دوروتيا (1749 - 1810)؛ راهبة.
- ماكسيلميان يوليوس ليوبولد (1752 - 1785)؛ جنرال بروسي.